# Episodi di Sanditon (terza stagione)
La terza e ultima stagione della serie televisiva Sanditon, composta da sei episodi, è stata trasmessa dall'emittente statunitense PBS dal 19 marzo al 23 aprile 2023. Nel Regno Unito è stata interamente distribuita sulla piattaforma streaming ITVX il 17 agosto 2023.
In Italia è andata in onda su Sky Serie dal 13 al 27 dicembre 2023.
| nº | Titolo originale | Titolo italiano | Prima TV USA   | Prima TV Italia  |
| -- | ---------------- | --------------- | -------------- | ---------------- |
| 1  | Episode 1        | Episodio 1      | 19 marzo 2023  | 13 dicembre 2023 |
| 2  | Episode 2        | Episodio 2      | 26 marzo 2023  | 13 dicembre 2023 |
| 3  | Episode 3        | Episodio 3      | 2 aprile 2023  | 20 dicembre 2023 |
| 4  | Episode 4        | Episodio 4      | 9 aprile 2023  | 20 dicembre 2023 |
| 5  | Episode 5        | Episodio 5      | 16 aprile 2023 | 27 dicembre 2023 |
| 6  | Episode 6        | Episodio 6      | 23 aprile 2023 | 27 dicembre 2023 |